# 馬拉開波湖半鈎鯰
馬拉開波湖半鈎鯰為輻鰭魚綱鯰形目甲鯰科的其中一種，為熱帶淡水魚，分布於南美洲委內瑞拉馬拉開波湖流域，體長可達28.5公分，棲息在底層水域，以藻類及有機碎屑為食，生活習性不明。

## 扩展阅读
維基物種上的相關：馬拉開波湖半鈎鯰